# Gheorghe Dani
Gheorghe Dani (30 de agosto de 1961) es un deportista rumano que compitió en judo. Ganó una medalla de plata en el Campeonato Europeo de Judo de 1985 en la categoría de –60 kg.

## Palmarés internacional
| Campeonato Europeo | Campeonato Europeo | Campeonato Europeo | Campeonato Europeo |
| Año                | Lugar              | Medalla            | Categoría          |
| ------------------ | ------------------ | ------------------ | ------------------ |
| 1985               | Hamar (Noruega)    | Medalla de plata   | –60 kg             |